# Song Lipem
Song Lipem est un village de la région du Centre du Cameroun. Il est localisé dans l'arrondissement (commune) de Messondo. On y accède par la piste rurale qui lie Manguengues à Likouck.

## Population et société
En 1962, la population de Song Lipem était de 121 habitants. Song Lipem comptait 306 habitants lors du dernier recensement de 2005. La population est constituée pour l’essentiel de Bassa.